# José Ferreira Nadson
José Ferreira Nadson (Ubaitaba, 18 oktober 1984) is een Braziliaans voormalig voetballer, die bij voorkeur speelde als verdediger. Hij sloot zijn voetbalcarrière in juli 2020 af bij SJK.

## Carrière

### Brazilië
In Brazilië kwam hij uit voor Roma Apucarana, Santos, Londrina en Bragantino.

### Sheriff Tiraspol
Vanaf het seizoen 2005/06 kwam Nadson uit voor het Moldavische Sheriff Tiraspol. Hij speelde daar vier seizoenen en scoorde in 144 competitiewedstrijden 14 doelpunten. Hij won er vier landstitels, drie nationale bekers, een supercup en een keer de GOS-beker.

### KRC Genk
In de winterstop van het seizoen 2010/11 kwam hij naar KRC Genk op huurbasis van Sheriff Tiraspol. Het seizoen daarop besliste Genk om hem definitief over te nemen. In zijn eerste seizoen bij Genk werd hij meteen landskampioen. Zijn eerste doelpunt voor KRC Genk maakte hij in de thuiswedstrijd tegen Standard Luik. Voor aanvang van het seizoen 2012/13 haalde Genk met Kalidou Koulibaly een sterke concurrent voor Nadson binnen. Koulibaly won aanvankelijk de strijd, maar door de snelle blessures van Koulibaly en Jeroen Simaeys begon hij dat seizoen toch in de basis. Toen beide spelers terugkwamen uit blessure verloor Nadson alsnog zijn plaats, zeker nadat Genk in de winterstop ook nog eens Kara Mbodj contracteerde. Genk won dat seizoen de Beker van België tegen Cercle Brugge. In deze wedstrijd moest Nadson in de tribune plaatsnemen. Nadson was niet tevreden met deze situatie en gaf aan te willen vertrekken. Tijdens de eerste trainingen van het seizoen 2013/14 bij Genk kwam hij ook niet opdagen. Hij ging hierna op stage bij het Russische Krylja Sovetov, maar daar kreeg hij geen contract.

### Krylja Sovetov
In augustus 2013 tekende Nadson alsnog een contract bij de Russische eersteklasser Krylja Sovetov. Na ruim zes seizoenen Krylja Sovetov verliet hij de club in januari 2019.

### SJK
In maart 2019 tekende Nadson een contract bij het Finse SJK, uitkomend in de Veikkausliiga. Op 20 juli 2020 verliet hij de club en beëindigde zijn voetbalcarrière.

## Spelerscarrière
| Seizoen | Club             | Land     | Competitie        | Wedstrijden | Doelpunten |
| ------- | ---------------- | -------- | ----------------- | ----------- | ---------- |
| 2005/06 | Sheriff Tiraspol | Moldavië | Divizia Naţională | 13          | 0          |
| 2006/07 | Sheriff Tiraspol | Moldavië | Divizia Naţională | 18          | 2          |
| 2007/08 | Sheriff Tiraspol | Moldavië | Divizia Naţională | 26          | 4          |
| 2008/09 | Sheriff Tiraspol | Moldavië | Divizia Naţională | 21          | 3          |
| 2009/10 | Sheriff Tiraspol | Moldavië | Divizia Naţională | 16          | 0          |
| 2010/11 | → KRC Genk       | België   | Jupiler league    | 13          | 0          |
| 2011/12 | KRC Genk         | België   | Jupiler league    | 33          | 1          |
| 2012/13 | KRC Genk         | België   | Jupiler league    | 18          | 0          |
| 2013/14 | Krylja Sovetov   | Rusland  | Premjer-Liga      | 12          | 0          |
| 2014/15 | Krylja Sovetov   | Rusland  | Eerste Divisie    | 17          | 0          |
| 2015/16 | Krylja Sovetov   | Rusland  | Premjer-Liga      | 25          | 0          |
| 2016/17 | Krylja Sovetov   | Rusland  | Premjer-Liga      | 28          | 0          |
| 2017/18 | Krylja Sovetov   | Rusland  | Eerste Divisie    | 26          | 0          |
| 2018/19 | Krylja Sovetov   | Rusland  | Premjer-Liga      | 3           | 0          |
| Totaal  | Totaal           | Totaal   | Totaal            | 269         | 10         |

## Erelijst
Sheriff
Nationaal
- Divizia Națională: 2006/07, 2007/08, 2008/09, 2009/10
- Cupa Moldovei: 2007/08, 2008/09, 2009/10
- Supercupa Moldovei: 2007

Internationaal
- GOS-beker: 2009

 Genk
- Eerste klasse: 2010/11
- Belgische Supercup: 2011
- Beker van België: 2012/13